# Piwdeństal Jenakijewe
Piwdeństal Jenakijewe (ukr. Футбольний клуб «Південьсталь» Єнакієве, Futbolnyj Kłub "Piwdeństal" Jenakijewe) – ukraiński klub piłkarski z siedzibą w Jenakijewem, w obwodzie donieckim.
W latach 1963–1969 występował w rozgrywkach Mistrzostw ZSRR, a w sezonie 1997/1998 w rozgrywkach ukraińskiej Drugiej Lihi.

## Historia
Chronologia nazw:
- 193?—1941: Stachanoweć Ordżonikidze (ukr. «Стахановець» Орджонікідзе)
- 19??—1963: Metałurh Jenakijewe (ukr. «Металург» Єнакієве)
- 1964: Industrija Jenakijewe (ukr. «Індустрія» Єнакієве)
- 1965—1967: Szachtar Jenakijewe (ukr. «Шахтар» Єнакієве)
- 1968—19??: Industrija Jenakijewe (ukr. «Індустрія» Єнакієве)
- 1987—...: Piwdeństal Jenakijewe (ukr. «Південьсталь» Єнакієве)

Drużyna piłkarska Stachanoweć Ordżonikidze została założona w mieście Ordżonikidze w latach 30. XX wieku. W 1938 klub debiutował w rozgrywkach Pucharu ZSRR. Po zakończeniu II wojny światowej przyjął nazwę Metałurh Jenakijewe (miasto w 1943 również zmieniło nazwę na Jenakijewe). Zespół występował w rozgrywkach mistrzostw i Pucharu obwodu donieckiego. W 1963 klub debiutował w Klasie B, 2 strefie ukraińskiej Mistrzostw ZSRR. W 1964 zmienił nazwę na Industrija Jenakijewe i zajął najpierw 9 w Klasie B, 3 strefie ukraińskiej, a potem 30 miejsce w turnieju finałowym. W latach 1965–1967 występował w Klasie B, 2 strefie ukraińskiej pod nazwą Szachtar Jenakijewe, a w 1968 przywrócił nazwę Industrija Jenakijewe. W 1969 klub zajął 16 miejsce w Klasie B, 2 strefie ukraińskiej, ale potem pożegnał się z rozgrywkami na poziomie profesjonalnym i występował w turniejach amatorskich obwodu.
Od początku rozgrywek w niezależnej Ukrainie klub pod nazwą Piwdeństal Jenakijewe (ros. «Югосталь» Енакиево, Jugostal Jenakijewe) występował w rozgrywkach Mistrzostw Ukrainy spośród drużyn amatorskich, gdzie zajął piąte miejsce w 5 grupie. W następnym sezonie zajął 12 miejsce w 5 grupie Amatorskiej Ligi. W sezonie 1994/95 był ósmym w 4 podgrupie, dopiero w sezonie 1996/97 najpierw zajął pierwsze miejsce w 4 grupie, a potem w turnieju finałowym 6 miejsce i zdobył awans. W sezonie 1997/98 klub debiutował w rozgrywkach Drugiej Lihi, w której zajął 12 miejsce. Ale przed rozpoczęciem następnego sezonu klub zrezygnował z rozgrywek na szczeblu profesjonalnym i występował w Amatorskiej Lidze. W 2001 zespół debiutował w rozgrywkach Amatorskiego Pucharu Ukrainy, gdzie w finale pokonał SK Pereczyn 2:1, 4:0. W 2002 występował w rozgrywkach Amatorskiej Lihi, Amatorskiego Pucharu Ukrainy oraz debiutował w Pucharze Regionów UEFA. W 2003 doszedł do półfinału Amatorskiego Pucharu Ukrainy. Dopiero w 2005 przyszedł następny sukces, w finale Amatorskiego Pucharu Ukrainy klub pokonał Chimmasz Korosteń (4:1, 1:1). Równolegle jako drużyna amatorska kontynuował występy w rozgrywkach Mistrzostw i Pucharu obwodu donieckiego.

## Sukcesy
- Puchar Regionów UEFA:

2 miejsce w 1 grupie (etap I): 2002/03
- Klasa B, 2 strefa ukraińska:

16 miejsce: 1969
- Puchar ZSRR:

1/256 finału: 1938
- Druha Liha:

12 miejsce: 1997/98
- Puchar Ukrainy:

1/64 finału: 1997/98
- Amatorska Liga:

6 miejsce w turnieju finałowym: 1996/97
- Amatorski Puchar Ukrainy:

zdobywca: 2001, 2005